# بيلي كلارك (لاعب كرة قدم)
بيلي كلارك (بالإنجليزية: Billy Clarke)‏ (3 مارس 1878 في المملكة المتحدة - 1 يناير 1940 بمرليبون في المملكة المتحدة) هو مدرب كرة قدم ولاعب كرة قدم بريطاني (وحمل سابقاً جنسية المملكة المتحدة لبريطانيا العظمى وأيرلندا) في مركز جناح ‏. لعب مع أستون فيلا وبرادفورد سيتي ونادي بريستول روفيرز ونادي ستيرلينغشير الشرقية وArthurlie F.C. ‏ وBenburb F.C. ‏ ونادي لانارك الثالث.